# At Last
«At Last» — песня, написанная в 1941 Гарри Уорреном (на стихи Мака Гордона) для фильма «Жёны оркестрантов», в котором её исполнил оркестр Гленна Миллера. В 1957 году свою версию композиции записал Нэт Кинг Коул. Самая известная трактовка песни принадлежит Этте Джеймс. Впоследствии свою версию композиции записали Селин Дион (2002), Синди Лаупер (2003), Бейонсе (2008), Дорис Дэй, Стиви Никс, Джони Митчелл, Кристина Агилера, Стиви Уандер, Рене Олстед и множество других исполнителей.

## Версия Этты Джеймс
«At Last» — сингл американской певицы Этты Джеймс с альбома At Last! (1961).

### Позиции в чартах
| Страна (1961)                                                    | Пик Позиция |
| ---------------------------------------------------------------- | ----------- |
| Соединённые Штаты Америки — U.S. Billboard Pop Singles Chart     | 47          |
| Соединённые Штаты Америки — U.S. Billboard Hot R&B/Hip-Hop Songs | 2           |

## Версия Селин Дион
«At Last» — сингл канадской певицы Селин Дион с альбома A New Day Has Come (22 марта 2002).

### Позиции в чартах
| Страна (2002)                                                            | Пик Позиция |
| ------------------------------------------------------------------------ | ----------- |
| Соединённые Штаты Америки — U.S. Billboard Hot Adult Contemporary Tracks | 16          |

## Версия Бейонсе
«At Last» — сингл американской певицы Бейонсе с альбома Cadillac Records: Music From the Motion Picture (2008).

### Позиции в чартах
| Страна (2009)                                                    | Пик Позиция |
| ---------------------------------------------------------------- | ----------- |
| Соединённые Штаты Америки — U.S. Billboard Hot 100               | 67          |
| Соединённые Штаты Америки — U.S. Billboard Hot R&B/Hip-Hop Songs | 79          |